# WrestleMania 41
WrestleMania 41 – czterdziesta pierwsza gala wrestlingu z cyklu WrestleMania wyprodukowana przez federację WWE dla zawodników z brandów Raw i SmackDown. Odbyła się 19 i 20 kwietnia 2025 w Allegiant Stadium w Paradise w stanie Nevada, oznaczając drugą WrestleManię, która odbyła się w rejonie Las Vegas, po WrestleManii IX w 1993 roku, która odbyła się w Caesars Palace. Wydarzenie było transmitowane w systemie pay-per-view (PPV) i na żywo. 
Była to pierwsza WrestleMania transmitowana na żywo w serwisie Netflix na rynkach międzynarodowych, po fuzji WWE Network w ramach platformy w styczniu 2025 roku. Była to również pierwsza WrestleMania, która odbyła się w weekend wielkanocny i pierwsza WrestleMania z udziałem CM Punka od WrestleManii 29. Wydarzenie to było również ostatnią walką Johna Ceny na WrestleManii w jego 23-letniej karierze z powodu jego przejścia na emeryturę z profesjonalnego wrestlingu pod koniec 2025 roku.
Na gali odbyło się czternaście walk, równo podzielonych na dwie noce. W walce wieczoru nocy pierwszej, która była walką cross-promocyjną, Seth Rollins z Raw pokonał Romana Reignsa ze SmackDown i CM Punka z Raw w triple threat matchu, w którym Paul Heyman odwrócił się zarówno od Reignsa, jak i Punka, by stanąć po stronie Rollinsa. W innych ważnych walkach, Jacob Fatu pokonał LA Knighta, aby wygrać WWE United States Championship ze SmackDown, Tiffany Stratton pokonała Charlotte Flair, aby zachować WWE Women’s Championship ze SmackDown, a w walce otwarcia Jey Uso pokonał Gunthera poprzez submission, aby wygrać World Heavyweight Championship z Raw.
W walce wieczoru nocy drugiej, John Cena pokonał Cody’ego Rhodesa, aby wygrać Undisputed WWE Championship ze SmackDown, zdobywając swoje rekordowe 17. mistrzostwo świata WWE. W innych ważnych walkach, Dominik Mysterio pokonał poprzedniego mistrza Brona Breakkera, Finna Bálora i Pentę w fatal 4-way matchu, aby wygrać WWE Intercontinental Championship z Raw, Drew McIntyre pokonał Damiana Priesta w Sin City Street Fightcie, a w walce otwierającej, która była walką cross-promocyjną, Iyo Sky z Raw pokonała Biancę Belair ze SmackDown i Rheę Ripley z Raw w triple threat matchu, aby zachować Women’s World Championship z Raw.

## Produkcja

### Tło
WrestleMania jest sztandarowym cyklem gal WWE w systemie pay-per-view (PPV) i transmitowane na żywo, które po raz pierwszy odbyło się w 1985 roku. Było to pierwsze wyprodukowane przez firmę PPV, a także pierwsze duże wydarzenie WWE dostępne za pośrednictwem transmisji na żywo, kiedy firma uruchomiła WWE Network w lutym 2014. Jest to najdłużej trwająca impreza wrestlingu w historii, organizowana corocznie od połowy marca do połowy kwietnia, w której biorą udział wrestlerzy z brandów WWE Raw i SmackDown. Wraz z Royal Rumble, SummerSlam, Survivor Series i Money in the Bank jest to jedno z pięciu największych gal firmy w roku, określanych jako „Wielka Piątka”. WrestleMania została uznana przez Forbes za szóstą najcenniejszą markę sportową na świecie i została opisana jako Super Bowl rozrywki sportowej. Podobnie jak w przypadku Super Bowl, miasta ubiegają się o prawo do organizacji WrestleManii.
W dniu 4 maja 2024 roku, podczas relacji NBC przed wyścigiem 150. Kentucky Derby, ogłoszono, że Allegiant Stadium w Paradise w stanie Nevada będzie gospodarzem WrestleManii 41 w dniach 19 i 20 kwietnia 2025 roku, co oznacza pierwszą WrestleManię, która odbędzie się w weekend wielkanocny. Będzie to drugie wydarzenie WWE, które odbędzie się w tym miejscu po SummerSlam w 2021 roku. Będzie to również druga WrestleMania, która odbędzie się w Las Vegas, po WrestleManii IX w 1993 roku, która odbyła się w Caesars Palace. Dwudniowe bilety combo trafiły do sprzedaży 25 października 2024 roku, a bilety jednodniowe od 24 stycznia 2025 roku. Jedną z oficjalnych piosenek przewodnich wydarzenia jest "Timeless" The Weeknd i Playboi Carti, co oznacza rekordowy szósty rok z rzędu, w którym utwór Weeknd służył jako piosenka przewodnia WrestleManii. "Fein" Travisa Scotta z udziałem Playboi Carti jest również oficjalną piosenką przewodnią.
Minneapolis w stanie Minnesota również znalazło się w gronie finalistów, którzy chcieliby zorganizować to wydarzenie na stadionie U.S. Bank Stadium. Jego zwolennicy powiedzieli, że zostali poinformowani, że decyzja o umieszczeniu wydarzenia w rejonie Las Vegas była spowodowana "zmianą kierunku przez nowego właściciela", po fuzji WWE i Ultimate Fighting Championship (UFC) z siedzibą w Las Vegas w 2023 roku jako TKO Group Holdings, kontrolowanej przez poprzedniego jedynego właściciela UFC, Endeavor. U.S. Bank Stadium z kolei otrzymało SummerSlam w 2026 roku.

### Punkty nadawcze
Oprócz emisji w tradycyjnym systemie pay-per-view na całym świecie, WrestleMania 41 będzie dostępna do transmisji na żywo w Peacock w Stanach Zjednoczonych, na Netflixie na większości rynków międzynarodowych oraz WWE Network we wszystkich pozostałych krajach, które nie zostały jeszcze przeniesione do Netflixa z powodu wcześniej obowiązujących umów. Jest to pierwsza WrestleMania transmitowana na żywo w serwisie Netflix po fuzji WWE Network w ramach usługi w styczniu 2025 roku na tych obszarach. Kilka wybranych terytoriów, które nadal mają samodzielną sieć WWE Network, ostatecznie połączy się z Netflixem po wygaśnięciu wcześniej obowiązujących umów.

### Inne wydarzenia tygodnia WrestleManii
W ramach uroczystości WrestleManii, WWE organizuje wiele wydarzeń przez cały tydzień. Tydzień rozpoczął się specjalną "edycją WrestleManii" Monday Night Raw, która odbyła się w Golden 1 Center w Sacramento w Kalifornii. 17 kwietnia Netflix zaprezentował WaleManię X z Brooklyn Bowl. W noc poprzedzającą WrestleManię 41, która odbyła się 18 kwietnia, WWE rozpocznie Weekend WrestleManii specjalnym „WrestleMania Edition” Friday Night SmackDown, w którym odbył się coroczny André the Giant Memorial Battle Royal, wygrany przez Carmelo Hayesa. Bezpośrednio po SmackDown rozpoczeła się ceremonia wprowadzenia do Galerii Sław WWE 2025. Po południu w sobotę WrestleManii brand WWE NXT zorganizowało coroczne wydarzenie WrestleMania Weekend, Stand & Deliver. Po zakończeniu sobotniej WrestleManii, WWE Hall of Famer The Undertaker był gospodarzem swojego show 1deadMAN. Po zakończeniu niedzielnej WrestleManii odbyło się wydarzenie komediowe "The Roast of WrestleMania Featuring Tony Hinchcliffe & Friends". 21 kwietnia odbyło się Monday Night Raw po WrestleManii, a wszystkie wydarzenia tygodnia WrestleManii zakończyło się NXT 22 kwietnia. SmackDown, Stand & Deliver i Raw odbyły się na żywo w pobliskiej T-Mobile Arena, podczas gdy ceremonia Hall of Fame, pokaz 1deadMAN, wydarzenie komediowe i NXT odbyły się na żywo w Fontainebleau Las Vegas w BleauLive Theater.
We współpracy z Fanatics Events, WWE było również gospodarzem drugiego dorocznego WWE World at WrestleMania, pięciodniowego konwentu fanów, który odbyło się w Las Vegas Convention Center. Wydarzenie rozpoczeło się w czwartek 17 kwietnia i potrwało do poniedziałku 21 kwietnia. Obejmowało sesje panelowe wywiadów z wrestlerami WWE, nagrania podcastów na żywo, spotkania z wrestlerami oraz duży sklep z różnymi pamiątkami upamiętniającymi 41-letnią historię WrestleManii. WWE World było również gospodarzem Slammy Awards, które odbyły się po południu 20 kwietnia. Ponadto przez cały kwiecień WWE współpracowało z Clash of Clans z różnymi gwiazdami występującymi w grze i obejmowało "ulepszony sponsoring walk" na WrestleManii 41. W piątek 18 kwietnia i poniedziałek 21 kwietnia komentator WWE Pat McAfee poprowadził swój tytułowy popołudniowy talk show ESPN na żywo z WWE World.

### Zaangażowanie celebrytów
Zgodnie z tradycją WrestleManii, różne osobistości spoza wrestlingu wzięły w niej udział w różnym charakterze. Prezydent UFC Dana White był narratorem otwarcia gali w nocy pierwszej. Piosenkarz country Jelly Roll wykonał utwór "God Bless America" na rozpoczęcie nocy pierwszej. W ramach wzajemnej promocji gry wideo Fatal Fury: City of the Wolves z 2025 roku, disc jockey Salvatore Ganacci otworzył wejście Jeya Uso, w którym uczestniczył również zespół cheerleaderek Las Vegas Raiderettes. Meteorolog Jim Cantore z The Weather Channel był częścią wejścia Jade Cargill. Living Colour zagrali swoją piosenkę "Cult of Personality" na wejście CM Punka w głównym wydarzeniu nocy pierwszej. Popowa piosenkarka Ava Max wykonała "The Star-Spangled Banner" na rozpoczęcie drugiej nocy. Gitarzysta Slayera Kerry King zagrał na wejście Damiana Priesta. Travis Scott również zaangażował się w główną walkę drugiej nocy.

### Rywalizacje
WrestleMania oferowała walki profesjonalnego wrestlingu z udziałem wrestlerów należących do brandów Raw i SmackDown. Oskryptowane rywalizacje (storyline’y) kreowane będą podczas cotygodniowych gal Raw i SmackDown. Wrestlerzy są przedstawieni jako heele (negatywni, źli zawodnicy i najczęściej wrogowie publiki) i face’owie (pozytywni, dobrzy i najczęściej ulubieńcy publiki), którzy rywalizują pomiędzy sobą w seriach walk mających budować napięcie. Kulminacją rywalizacji jest walka wrestlerska lub ich seria.

#### Pojedynek o Undisputed WWE Championship
6 lipca 2024 roku na gali Money in the Bank John Cena oficjalnie ogłosił, że przejdzie na emeryturę z profesjonalnego wrestlingu pod koniec 2025 roku, walcząc dla WWE od 2002 roku (choć w niepełnym wymiarze godzin od 2018 roku). Cena stwierdził również, że weźmie udział na WrestleManii 41, które będzie jego ostatnim wydarzeniem WrestleMania. Po przegranym Royal Rumble matchu na Royal Rumble 2025, podczas konferencji po wydarzeniu, Cena oświadczył, że weźmie udział w Elimination Chamber matchu, ponieważ będzie to jego ostatnia okazja do rywalizacji o mistrzostwo świata w głównym wydarzeniu WrestleManii 41 z nadzieją na zostanie rekordowym 17-krotnym mistrzem świata uznanym przez WWE. Również przed wydarzeniem Elimination Chamber, członek zarządu TKO Dwayne "The Rock" Johnson próbował przekupić Undisputed WWE Championa ze SmackDown Cody’ego Rhodesa, aby został jego mistrzem korporacyjnym, stwierdzając, że zostali przyjaciółmi po ich sprzeciwie na zeszłorocznej WrestleManii XL. Rock twierdził, że może podnieść karierę Rhodesa i zaoferować mu wszystko, czego chce, i że będzie w Elimination Chamber, aby uzyskać odpowiedź Rhodesa. Podczas wydarzenia Cena wygrał Elimination Chamber match, zdobywając w ten sposób mecz z Rhodesem o Undisputed WWE Championship na WrestleManii. Po walce Rhodes wyszedł pogratulować Cenie, a następnie The Rock, aby uzyskać odpowiedź Rhodesa. Rhodes zaprzeczył Rockowi, a Cena objął Rhodesa, jednak Cena zwrócił się przeciwko Rhodesowi, stając po stronie Rocka, a Cena brutalnie zaatakował Rhodesa, zmieniając się na heela po raz pierwszy od 2003 roku. W kolejnych tygodniach Cena zrugał publiczność, twierdząc, że źle go traktowali przez ostatnie 20 lat i że zwrócił się przeciwko Rhodesowi, ponieważ był nim zniesmaczony. Rhodes zganił Cenę i powiedział mu, że chce zmierzyć się z prawdziwą Ceną na WrestleManii 41, a nie z tą "jęczącą" wersją. Cena twierdził również, że po zdobyciu tytułu przejdzie z nim na emeryturę.

#### Roman Reigns vs. CM Punk vs. Seth Rollins
Po powrocie CM Punka do WWE na Survivor Series: WarGames w listopadzie 2023 roku, natychmiast stał się celem Setha Rollinsa i Drew McIntyre’a. Na Royal Rumble 2024 Punk doznał rozdarcia mięśnia trójgłowego, co uniemożliwiło mu rywalizację przez kilka następnych miesięcy, co doprowadziło go do opuszczenia WrestleManii XL. Jednak Punk, który był gościnnym komentatorem, kosztował McIntyre’a World Heavyweight Championship po jego zwycięstwie nad Rollinsem podczas wydarzenia, które pozwoliło Damianowi Priestowi wykorzystać kontrakt Money in the Bank. W ciągu następnych kilku miesięcy Punk ingerował i kosztował McIntyr’a w jego walkach o mistrzostwo na Clash at the Castle: Scotland i Money in the Bank, z których w tym drugim McIntyre wykorzystał kontrakt Money in the Bank, w którym uczestniczył także Rollins. Na SummerSlam McIntyre pokonał Punka po sprzeczce pomiędzy Punkiem i Rollinsem, który był sędzią specjalnym ich walki. Jednak Punk pokonał McIntyre’a w Strap matchu na Bash in Berlin i Hell in a Cell matchu na Bad Blood, aby zakończyć ich rywalizację, zanim udał się na przerwę. Po powrocie w tym samym roku Punk dołączył do zespołu Romana Reignsa jako piąty członek na Survivor Series: WarGames w imiennej walce przeciwko The Bloodline w imieniu swojego byłego menedżera i specjalnego doradcy Reignsa, Paula Heymana, przy czym Heyman był winien Punkowi przysługę za wyrażenie zgody na walkę. Drużyna Reignsa wygrała na tym wydarzeniu. Punk ponownie stał się celem Rollinsa z powodu nienawiści Rollinsa zarówno do Reignsa, jak i Punka. Kulminacją tego była walka na premierze Raw na Netflixie, w którym Punk pokonał Rollinsa. Punk, Reigns i Rollins wzięli następnie udział w męskim Royal Rumble matchu 2025. Reigns i Rollins próbowali wyeliminować się nawzajem, ale Punk zakradł się od tyłu i wyeliminował ich obu, zanim wkrótce potem sam został wyeliminowany. Cała trójka wdała się w bójkę przy ringu, gdzie Rollins wykonał dwunożny stomp na Reignsie, wyłączając go z akcji na kilka następnych tygodni. Rollins i Punk wzięli następnie udział w męskim Elimination Chamber matchu na imiennej gali, gdzie Punk wyeliminował Rollinsa. Jednak Rollins następnie wykonał Stomp na Punku, kosztując go walkę. W następnym odcinku Raw Punk mówił o tym, że został wydymany z głównego wydarzenia WrestleManii przed bójką z Rollinsem. Następnie zmierzyli się ze sobą w następnym tygodniu w Steel Cage matchu, który wygrał Rollins po tym, jak powracający Reigns wyciągnął go z klatki i zaatakował Rollinsa w akcie zemsty po Royal Rumble. Później Reigns zobaczył Heymana zajmującego się Punkiem w ringu, co rozgniewało Reignsa, powodując, że zaatakował również Punka. W odcinku SmackDown z 21 marca doszło do bójki pomiędzy wszystkimi trzema mężczyznami, a wszyscy wskazywali na znak WrestleManii. Później triple threat match między Punkiem, Reignsem i Rollinsem zostało oficjalnie ogłoszone na WrestleManii 41. Podczas podpisywania kontraktu w następnym tygodniu, Heyman ogłosił, że walka będzie walką wieczoru WrestleManii, choć nie potwierdzono, której nocy. Wdzięczny za to, że w końcu znalazł się w walce wieczoru WrestleManii, Punk powiedział, że nie jest to przysługa, którą zawdzięcza Heymanowi. Na odcinku SmackDown 4 kwietnia Punk ujawnił swoją przysługę, która polegała na tym, że Heyman będzie w jego narożniku na WrestleManii, ku wielkiemu przerażeniu Reignsa.

#### Pojedynek o World Heavyweight Championship
Podczas Saturday Night’s Main Event XXXVIII, Gunther pokonał Jeya Uso, aby zachować World Heavyweight Championship z Raw. Następnie Uso wygrał męski Royal Rumble match na Royal Rumble w następnym tygodniu, zdobywając wybrany przez siebie walkę o mistrzostwo świata na WrestleManii 41. Podczas post-show, Uso powiedział, że chce kolejnej walki w Gunthera, ale powstrzymał się od podjęcia oficjalnej decyzji. Uso następnie skonfrontował się z Guntherem na następnym Raw, a Gunther stwierdził, że Uso powinien wybrać mistrza świata SmackDown, ponieważ już pokonał Uso i zamiast tego zasłużył na obronę tytułu przed kimś takim jak John Cena. Po pojawieniu się na SmackDown w tym tygodniu, Uso otworzył odcinek Raw z 10 lutego, w którym został zaatakowany przez Gunthera. Następnie Uso zdecydował, że zmierzy się z Guntherem o World Heavyweight Championship na WrestleManii 41.

#### Pojedynek o WWE Women’s Championship
Podczas Royal Rumble, Charlotte Flair ze SmackDown wygrała Royal Rumble match kobiet, zdobywając walkę o mistrzostwo świata w wybranym przez siebie pojedynku na WrestleManii 41. Flair pojawiła się następnie w kolejnych odcinkach Raw, NXT i SmackDown, aby zkonfrontować się z mistrzyniami każdej marki, zanim ostatecznie zdecydowała się rzucić wyzwanie Tiffany Stratton o WWE Women’s Championship ze SmackDown na WrestleManii.

#### Pojedynek o Women’s World Championship
Przez cały luty odbywały się walki kwalifikacyjne w celu wyłonienia uczestniczek Elimination Chamber matchu kobiet na Elimination Chamber: Toronto, którego zwyciężczyni otrzyma szansę walki o Women’s World Championship Raw na gali WrestleMania 41. Podczas walki kwalifikacyjnej Iyo Sky, panująca Women’s World Championka Rhea Ripley przypadkowo spowodowała dyskwalifikację Sky. Z tego powodu Ripley nagrodziła Sky walką o tytuł, który została zaplanowana po Elimination Chamber na odcinku Raw z 3 marca. Na Elimination Chamber Bianca Belair ze SmackDown wygrała tytułową walkę, podczas gdy Sky następnie pokonała Ripley na Raw, aby zdobyć tytuł, potwierdzając, że Sky będzie bronić Women’s World Championship przeciwko Belair na WrestleManii. Jednak podczas podpisywania kontraktu na odcinku z 17 marca, Ripley przerwała i wykonała powerbomb na Sky na Belair, po czym Ripley zamiast tego podpisała kontrakt. W następnym tygodniu ogłoszono, że Sky zmierzy się z Ripley w odcinku z 31 marca w rewanżu o tytuł z Belair jako sędzią specjalnym. Pojedynek ten zakończył się podwójną dyskwalifikacją, dzięki czemu Sky zachowała tytuł. W następnym odcinku, Generalny Menadżer Raw Adam Pearce ogłosił, że Sky będzie bronić swojego mistrzostwa przeciwko Belair i Ripley w triple threat matchu na WrestleManii 41.

#### AJ Styles vs. Logan Paul
Na Royal Rumble AJ Styles ze SmackDown niespodziewanie powrócił po kontuzji i wziął udział w Royal Rumble matchu, ale został wyeliminowany przez Logana Paula z Raw. W ramach okna transferowego WWE Styles został przeniesiony do brandu Raw. Po kilku tygodniach konfrontacji Styles wyzwał Paula na pojedynek w odcinku Raw z 31 marca, ale Paul odmówił, mówiąc, że nie "walczy za darmo" i wskazał na znak WrestleManii, gdy doszło do bójki pomiędzy dwoma mężczyznami, a Paul uzyskał przewagę. Później tej samej nocy Generalny Menadżer Raw Adam Pearce oficjalnie ogłosił pojedynek pomiędzy Paulem i Stylesem na WrestleManii 41.

#### Pojedynek o WWE United States Championship
W odcinku SmackDown z 7 marca LA Knight po raz drugi zdobył United States Championship. Tydzień później Jimmy Uso pogratulował mu, ale ogłosił, że zamierza walczyć o tytuł. The Bloodline (Jacob Fatu, Tama Tonga i Solo Sikoa) przerwali i ogłosili, że Fatu zamierza walczyć o tytuł. The Bloodline zaatakowali Knighta i Uso, zanim Braun Strowman, który również walczył z The Bloodline przez ostatnie kilka miesięcy, wyszedł, aby ich uratować. Następnie odbył się six-man tag team match pomiędzy tymi dwoma drużynami, który został wygrany przez Knighta, Uso i Strowmana. W następnym tygodniu Strowman pokonał Fatu przez dyskwalifikację po tym, jak został zaatakowany przez Sikoa i Tonga, zdobywając walkę o tytuł z Knightem zaplanowaną na następny tydzień, który zakończył się bez rezultatu po tym, jak Fatu zaatakował zarówno Knighta, jak i Strowmana. Na odcinku z 4 kwietnia Fatu pokonał Strowmana w Last Man Standing matchu, zdobywając walkę o tytuł przeciwko Knightowi na WrestleManii 41, co później stało się oficjalne.

#### Pojedynek o WWE Women’s Tag Team Championship
Na Raw 10 lutego Bayley pokonała Women’s Intercontinental Championkę Lyrę Valkyrię w walce bez tytułu na szali, aby zakwalifikować się do Elimination Chamber matchu na gali o tej samej nazwie. Dwa tygodnie później Liv Morgan i Raquel Rodriguez wygrały WWE Women’s Tag Team Championship. Na Elimination Chamber: Toronto, Morgan również rywalizowała i wyeliminowała Bayley, choć sama nie wygrała walki. W odcinku Raw z 10 marca Rodriguez pokonała Bayley, aby zdobyć przyszłą walkę o tytuł z Valkyrią, ale pomimo przegranej Valkyria obiecała dać Bayley przyszłą walkę o tytuł. W odcinku z 24 marca Valkyria pokonała Rodriguez, aby zachować tytuł pomimo ingerencji Morgan. Po meczu zarówno Rodriguez, jak i Morgan zaatakowali Valkyrię, która została uratowana przez Bayley. W odcinku Raw z 7 kwietnia Valkyria z powodzeniem obroniła tytułu przeciwko Bayley, a na SmackDown w tym tygodniu Bayley i Valkyria wygrały tag teamowy gauntlet match kobiet, aby zdobyć walkę o tytuł tytuł przeciwko Morgan i Rodriguez na WrestleManii 41. Jednak przed transmisją nocy pierwszej Bayley została zaatakowana za kulisami i uznana za niezdolną do rywalizacji z Valkyrią, która musi znaleźć nową partnerkę.

#### Jade Cargill vs. Naomi
W odcinku SmackDown z 22 listopada 2024 roku Jade Cargill została zaatakowana przez nieznanego napastnika na parkingu i została wykluczona z akcji w dającej się przewidzieć przyszłości. Podczas nieobecności Cargill Naomi zgłosiła się na ochotnika do zastąpienia Cargill jako połowy WWE Women’s Tag Team Championek wraz z Biancą Belair. Naomi i Belair rozpoczęły również własne śledztwo w sprawie ataku na Cargill. Doszły do wniosku, że Liv Morgan i Raquel Rodriguez zaatakowały Cargill i zgodziły się bronić swoich tytułów przeciwko nim na odcinku Raw z 24 lutego 2025 roku, gdzie straciły tytuły. Następnie zarówno Belair, jak i Naomi zakwalifikowały się do Elimination Chamber matchu kobiet podczas imiennej gali. Jednak przed rozpoczęciem walki Cargill powróciła i zaatakowała Naomi, która została uznana za medycznie niezdolną do rywalizacji w walce. W następnym odcinku SmackDown Naomi ujawniła się jako napastniczka Cargill i żałowała, że nie zrobiła tego wcześniej, zmieniając Naomi na heela po raz pierwszy od 2016 roku. Belair następnie odeszła od Naomi, kończąc ich współpracę. W kolejnych tygodniach Cargill i Naomi nieustannie atakowały się nawzajem. W odcinku SmackDown z 4 kwietnia, po kolejnej bójce, Generalny Menadżer SmackDown Nick Aldis ogłosił, że Cargill i Naomi zmierzą się ze sobą na WrestleManii 41, co później zostało oficjalnie ogłoszone.

#### Pojedynek o WWE Intercontinental Championship
Na odcinku Raw z 17 lutego, po walce członka Judgment Day Dominika Mysterio, Intercontinental Champion Bron Breakker przypadkowo zaatakował Mysterio, co doprowadziło do walki bez tytułu na szali pomiędzy Mysterio i Breakkerem w następnym odcinku. Tam walka zakończyła się dyskwalifikacją po tym, jak koledzy Mysterio ze stajni Carlito i Finn Bálor zaatakowali Breakkera. W następnym odcinku The Judgment Day zaatakowali Breakkera, ale udało mu się zdobyć przewagę. Dwa tygodnie później Mysterio dyskutował o dodaniu Penty do swoich szeregów, ku irytacji Bálora. Później tej nocy Breakker pokonał Bálora, aby zachować Intercontinental Championship. Po walce Mysterio i Carlito zaatakowali Breakkera, zanim Penta pojawił się, by wyrównać szanse. Breakker i Penta następnie starli się ze sobą. Tydzień później Mysterio oficjalnie zaoferował Pencie miejsce w The Judgment Day. Później tej nocy Breakker bronił tytułu przeciwko Pentcie, który wygrał przez dyskwalifikację po tym, jak Mysterio i Carlito go zaatakowali. Po walce Mysterio próbował zmusić Pentę do zaatakowania Breakkera krzesłem, ale zamiast tego Penta zaatakował Mysterio. W następnym tygodniu Breakker i Penta zmierzyli się z Bálorem i Mysterio w tag team matchu, który wygrali po tym, jak Breakker przypadkowo wykonał spear na Pentcie. 7 kwietnia Generalny Menadżer Raw Adam Pearce ogłosił, że Breakker będzie bronił tytułu przeciwko Bálorowi, Mysterio i Pentcie w fatal 4-way matchu na WrestleManii 41, który następnie został oficjalnie ogłoszony.

#### Rey Mysterio vs. El Grande Americano
Pod koniec 2024 roku i na początku 2025 rouk Chad Gable przegrał z kilkoma zamaskowanymi wrestlerami. Następnie Gable wziął urlop naukowy (kayfabe) od WWE, aby rozwiązać swoje "problemy z lucha libre". Na odcinku Raw z 10 marca niezidentyfikowany zamaskowany wrestler z maską w stylu amerykańskim przypominającą frakcję Gable’a, American Made kosztował Latino World Order (LWO) (Rey Mysterio i Dragon Lee) tag team match. Gable zaprzeczył, że był zamaskowanym zapaśnikiem, o którym mowa. Dwa tygodnie później zamaskowany zapaśnik, nazwany El Grande Americano, pokonał Lee w swojej "debiutanckiej" walce. Dwa tygodnie później Americano i członkowie American Made The Creed Brothers pokonali LWO (Lee, Joaquina Wilde’a i Cruz Del Toro) w six-man tag team matchu po tym, jak Ivy Nile umieściła kawałek metalu w masce Americano, aby użyć go przeciwko Lee. Później tej nocy Mysterio powiedział, że Americano kpi ze sztuki i tradycji lucha libre i zażądał pojedynku z nim, co zaakceptował Generalny Menadżer Raw Adam Pearce, pozwalając Mysterio wybrać miejsce. Mysterio stwierdził, że chce zmierzyć się z Americano na WrestleManii 41, a następnie stało się to oficjalne. Na specjalnym wydaniu WrestleMania SmackDown 18 kwietnia Rey Fénix wyeliminował Gable’a w André the Giant Memorial Battle Royalu, ale później został wyeliminowany przez Americano, który nie brał udziału w walce. Później tej nocy Mysterio, Lee i Fenix pokonali Gable’a i The Creed Brothers w six-man tag team matchu, jednak podczas walki Mysterio doznał autentycznej kontuzji. Dzień później na Countdown to WrestleMania 41, Mysterio ogłosił, że nie został medycznie oczyszczony i zostanie zastąpiony przez Fénixa.

#### Damian Priest vs. Drew McIntyre
Zaraz po tym, jak Drew McIntyre wygrał World Heavyweight Championship na WrestleManii XL, drwił ze swojego ówczesnego rywala, CM Punka, który był specjalnym gościem komentującym walkę. Punk następnie zaatakował McIntyre’a swoją opaską na ramię, pozwalając Damianowi Priestowi z powodzeniem wykorzystać swój kontrakt Money in the Bank na McIntyrze i wygrać tytuł, kończąc panowanie McIntyre’a w zaledwie 5 minut i 46 sekund. W ciągu następnych kilku miesięcy Priest i McIntyre kontynuowali swoją waśń, a Priest pokonał McIntyre’a na Clash at the Castle: Scotland, aby zachować tytuł. Na Money in the Bank McIntyre wygrał imienną walkę, a później tej nocy bezskutecznie wykorzystał kontrakt na Priestcie, który później stracił tytuł na rzecz Gunthera na SummerSlam. W styczniu 2025 roku, w ramach okna transferowego WWE, zarówno McIntyre, jak i Priest zostali przeniesieni do brandu SmackDown. Obaj mężczyźni rywalizowali w Royal Rumble i Elimination Chamber matchach podczas odpowiednich wydarzeń, w których Priest wyeliminował McIntyre’a w obu. Po tym ostatnim McIntyre zaatakował Priest w odwecie, kosztując Priesta walkę. Po kilku kolejnych tygodniach sprzeczek między dwoma mężczyznami, 10 kwietnia, Generalny Menadżer SmackDown Nick Aldis oficjalnie zorganizował walkę między Priestem i McIntyre’em na WrestleManii 41. Następnej nocy na SmackDown ogłoszono, że stypulacją walki będzie Sin City Street Fight.

#### Pojedynek o World Tag Team Championship
Po usunięciu Big E z The New Day w odcinku Raw z 2 grudnia 2024 roku, Kofi Kingston i Xavier Woods skupili się na mistrzostwach World Tag Team Championship, których posiadaczami byli The War Raiders (Erik i Ivar). Podczas walki o tytuł pomiędzy dwoma zespołami w odcinku z 7 kwietnia 2025 roku Woods próbował uderzyć Erika stalowym krzesłem; jednak sędzia zobaczył, że Erik nieumyślnie uderzył Woodsa krzesłem, więc The New Day wygrali przez dyskwalifikację, ale ponieważ mistrzostwa nie zmieniają rąk przez dyskwalifikację lub odliczanie, chyba że zostało to określone, The War Raiders pozostali mistrzami. Po walce The New Day zaatakowali The War Raiders, ale zostali powstrzymani przez funkcjonariuszy WWE. 11 kwietnia Generalny Menadżer Raw Adam Pearce ogłosił, że The War Raiders będą bronić World Tag Team Championship przeciwko The New Day w rewanżu na WrestleManii 41.

#### Otwarte wyzwanie Randy’ego Ortona
Na SmackDown w noc poprzedzającą WrestleManię 41, Randy Orton, który początkowo miał zmierzyć się z Kevinem Owensem na WrestleManii, ale zostało to odwołane z powodu autentycznej kontuzji Owensa, rzucił otwarte wyzwanie na drugiej nocy wydarzenia.

#### Odwołana walka

##### Randy Orton vs. Kevin Owens
Na Bad Blood w dniu 5 października 2024 roku fani uchwycili materiał filmowy przedstawiający Kevina Owensa atakującego Cody’ego Rhodesa, gdy ten ostatni wchodził do swojego autobusu po zakończeniu wydarzenia. W następnych tygodniach Owens i wspólny przyjaciel Rhodesa, Randy Orton, próbowali utrzymać pokój, tylko po to, by Owens zaatakował Ortona na parkingu, wierząc, że Orton wybrał Rhodesa zamiast niego. Na Crown Jewel 2 listopada Orton i Owens byli zaplanowani na walkę, jednak obaj zaangażowali się w bójkę na arenie, a Owens uzyskał przewagę, więc walka nigdy oficjalnie się nie rozpoczęła. Na następnym SmackDown miała miejsce kolejna bójka, w której Owens wykonał package piledriver na Ortonie, który został następnie zabrany do pobliskiego szpitala. Cztery miesiące później na Elimination Chamber: Toronto, Orton powrócił i zaatakował Owensa po tym, jak ten ostatni wygrał unsanctioned match. Na następnym SmackDown Orton mówił o problemach, jakie miał z Owensem i poprzysiągł zemstę. W odcinku z 21 marca Orton wyzwał Owensa na walkę na WrestleManii 41, która została oficjalnie ogłoszona. Jednak podczas odcinka SmackDown 4 kwietnia Owens ogłosił, że nie jest w stanie rywalizować na WrestleManii z powodu konieczności operacji szyi po kontuzji przez ostatnie kilka miesięcy, tym samym odwołując walkę.

## Wyniki walk
| Nr                                 | Wyniki                                                                                                  | Stypulacje                                     | Czas  |
| ---------------------------------- | --- | ---------------------------------------------- | ----- |
| 1                                  | Jey Uso pokonał Gunthera (c) poprzez submission                                                         | Singles match o World Heavyweight Championship | 16:30 |
| 2                                  | The New Day (Kofi Kingston i Xavier Woods) pokonali The War Raiders (Erika i Ivara) (c) poprzez pinfall | Tag team match o World Tag Team Championship   | 9:15  |
| 3                                  | Jade Cargill pokonała Naomi poprzez pinfall                                                             | Singles match                                  | 9:20  |
| 4                                  | Jacob Fatu pokonał LA Knighta (c) poprzez pinfall                                                       | Singles match o WWE United States Championship | 10:40 |
| 5                                  | El Grande Americano pokonał Reya Fénixa poprzez pinfall                                                 | Singles match                                  | 7:55  |
| 6                                  | Tiffany Stratton (c) pokonała Charlotte Flair poprzez pinfall                                           | Singles match o WWE Women’s Championship       | 19:05 |
| 7                                  | Seth Rollins pokonał Romana Reignsa i CM Punka (z Paulem Heymanem) poprzez pinfall                      | Triple threat match                            | 32:55 |
| (c) – mistrz/mistrzyni przed walką | |                                                |       |

| Nr                                 | Wyniki                                                                                 | Stypulacje                                            | Czas  |
| ---------------------------------- | -------------------------------------------------------------------------------------- | ----------------------------------------------------- | ----- |
| 1                                  | Iyo Sky (c) pokonała Biancę Belair i Rheę Ripley poprzez pinfall                       | Triple threat match o Women’s World Championship      | 14:25 |
| 2                                  | Drew McIntyre pokonał Damiana Priesta poprzez pinfall                                  | Sin City Street Fight                                 | 13:55 |
| 3                                  | Dominik Mysterio pokonał Brona Breakkera (c), Pentę i Finna Bálora poprzez pinfall     | Fatal 4-way match o WWE Intercontinental Championship | 10:30 |
| 4                                  | Randy Orton pokonał Joe Hendry’ego poprzez pinfall                                     | Singles match                                         | 3:10  |
| 5                                  | Logan Paul pokonał AJ Stylesa poprzez pinfall                                          | Singles match                                         | 17:45 |
| 6                                  | Becky Lynch i Lyra Valkyria pokonały Liv Morgan i Raquel Rodriguez (c) poprzez pinfall | Tag team match o WWE Women’s Tag Team Championship    | 8:40  |
| 7                                  | John Cena pokonał Cody’ego Rhodesa (c) poprzez pinfall                                 | Singles match o Undisputed WWE Championship           | 21:40 |
| (c) – mistrz/mistrzyni przed walką |                                                                                        |                                                       |       |